# Carlsbau
Koordinaten: 48° 3′ 17″ N, 7° 57′ 50″ O

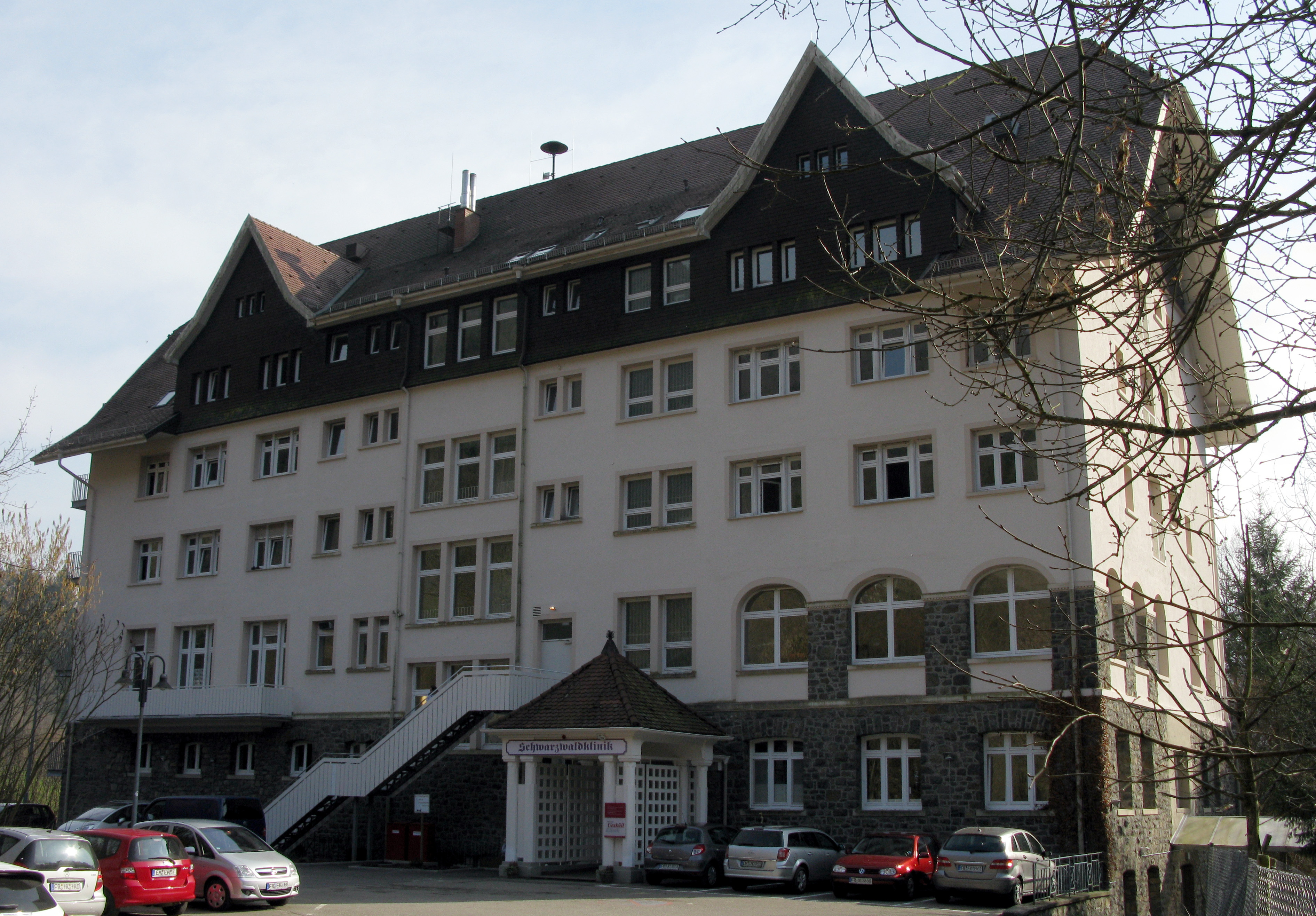
Der Carlsbau, 2015

Der Carlsbau ist ein Klinikgebäude in Glottertal im Landkreis Breisgau-Hochschwarzwald in Baden-Württemberg. Er wurde als Außenkulisse der „Schwarzwaldklinik“ in der ZDF-Fernsehserie Die Schwarzwaldklinik bekannt.

## Geschichte

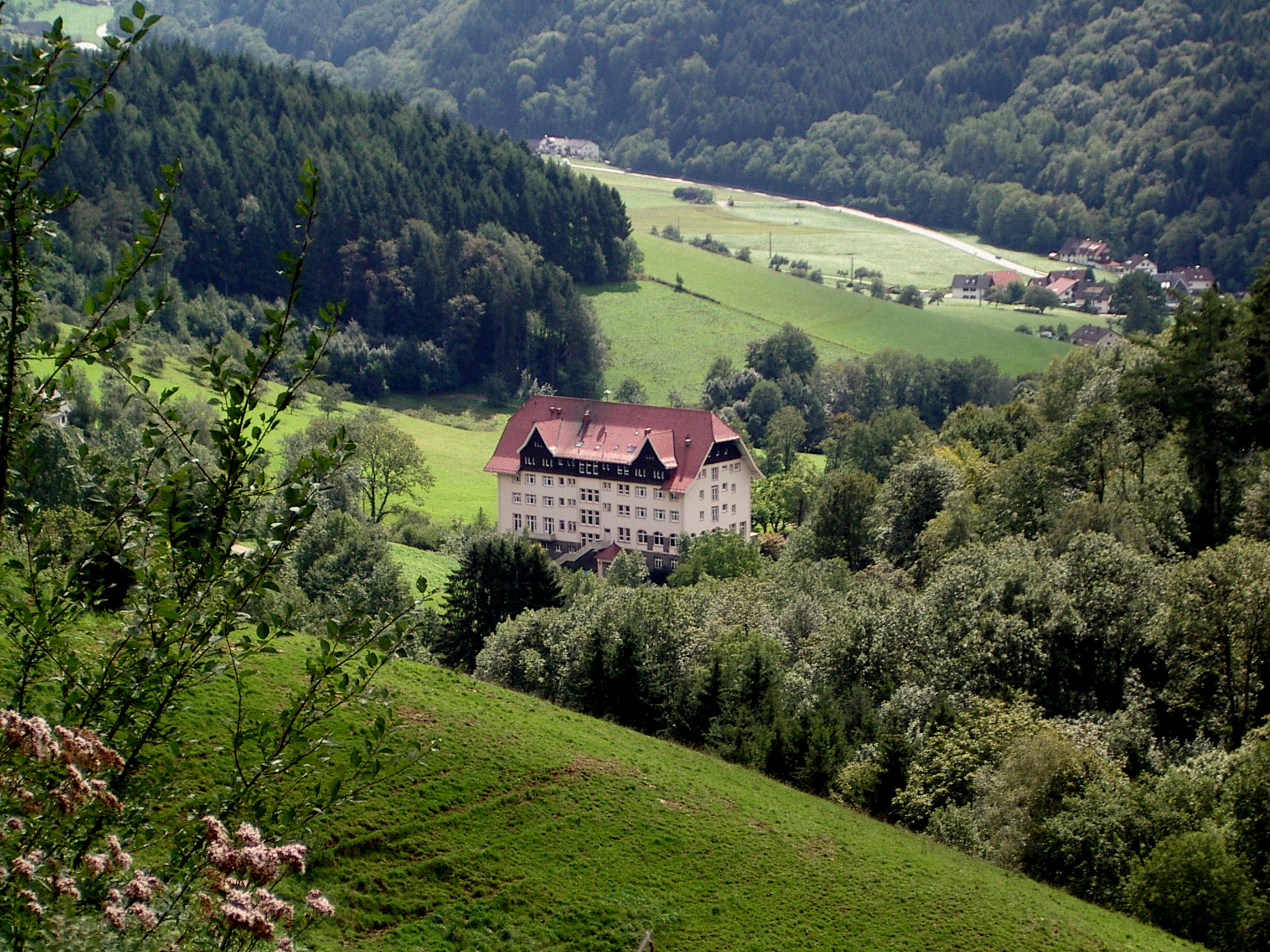
Der Carlsbau in Glottertal

Der Carlsbau wurde in den Jahren 1913 und 1914 auf einer Anhöhe in Glottertal im Südschwarzwald bei Freiburg als Gebäude des Sanatoriums Glotterbad errichtet. Der Name leitet sich von Carl Isenberg ab, einem Eigentümer der Grundstücke des Sanatoriums. Eine als Brücke über einen Geländeeinschnitt führende 70 Meter lange Wandelhalle verband den Carlsbau mit dem benachbarten Alexanderbau, einem 1906 errichteten Klinikgebäude des Sanatoriums. Der Carlsbau verfügte unter anderem über reich verzierte Gesellschaftsräume sowie Musik- und Billardzimmer; es war damit für gehobene Ansprüche der damaligen Zeit ausgelegt. In den 1950er Jahren gehörte der spätere Bundeskanzler Ludwig Erhard zu den Gästen des Hauses. Das Sanatorium Glotterbad bot unter seinem Chefarzt, dem Professor L. R. Grote, physikalisch-diätetische Therapie bei Rheuma, Kreislaufleiden, Stoffwechsel- und Verdauungskrankheiten an. 1960 wurde das Bauwerk von der Landesversicherungsanstalt Württemberg übernommen und ab dieser Zeit unter der Bezeichnung Klinik Glotterbad betrieben. Der baufällige Alexanderbau wurde 1972 abgerissen, die als Verbindungsbrücke dienende Wandelhalle 1980 abgetragen.
1984 wurde das Bauwerk als Außenkulisse des namensgebenden Klinikgebäudes der Fernsehserie Die Schwarzwaldklinik ausgewählt, was den Carlsbau und Glottertal in der Folgezeit zu einer vielbesuchten Sehenswürdigkeit machte.
Ab 1987 diente der Carlsbau als Fachklinik für Psychosomatik, Psychotherapeutische und Innere Medizin und zuletzt zur Kinder- und Familienrehabilitation. Nach dem Umzug der Klinik in einen nahe gelegenen Neubau stand das Gebäude ab 2004 leer. 2008 wurde es zum Verkauf ausgeschrieben. Zwischenzeitlich wurde es als Produktionsbüro für die SWR-Fernsehserie Tiere bis unters Dach genutzt. 2013 erwarb die Kur + Reha GmbH des Paritätischen Wohlfahrtsverbandes das Haus und eröffnete dort 2014 eine psychosomatische Akut- und Rehaklinik mit dem Namen Thure-von-Uexküll-Klinik.

## Sonstiges
Ein Modell des Gebäudes war in den 1980er Jahren beim Modelleisenbahnzubehör-Hersteller Vollmer im Angebot. Ebenso erschien 1987 ein Kartonmodell im Maßstab 1:90 im Siwek-Verlag.